# YU-RIS
YU-RIS（ユーリス）は、Firstiaが開発しているWindows用スクリプトエンジンである。
フリーウェアとして公開されており、同人でも商業でも条件つきで無料で利用することができる。

## 概要
YU-RISは、主にアドベンチャーゲームやビジュアルノベルを制作するためのゲームエンジンである。
様々なジャンルに対応
ERISというライブラリ（YU-RISスクリプトを使って組まれたマクロ群）が同梱されており、それを用いることでADVやノベルゲームなどを比較的容易に製作することができるほか、YU-RISスクリプトを直接組むことで、シューティングゲームやアクションゲームなどADVやビジュアルノベル以外のゲームや、スクリーンセーバーの製作も可能である。
カメラ演出に強み
YU-RISは、比較的新しいゲーム向けスクリプトエンジンであり、現時点ではβ版であるため同種のソフトとして多く知られる吉里吉里2やNScripterなどと比べると、機能や情報などが貧弱な面も存在する反面、画面をカメラの様に扱える概念(ただし、これはERISライブラリの機能)が取り入れられているなど、他のエンジンにはない機能や概念を持っているのが特徴である。
疑似マルチタスク
YU-RISスクリプトエンジンには擬似マルチタスク機能（実行権が来た時に実行されるタスクの順番が設定可能）も備わっており、擬似的ではあるが二つ以上のスクリプト（ルーチン）を同時に動かすことが可能となっている。ただし単純にスクリプト（ルーチン）の同時実行が可能というだけなので、画面制御・音声制御・変数設定・他の事柄が重複する可能性がある。もし問題が発生するなら、スクリプト内で回避制御処理が必要になるので注意が必要である。
また擬似マルチタスクなので、当然ながら高速実行を要求するスクリプトの同時進行は難しいと思われる。
E-mote対応
Beta4.8からE-moteが正式対応された。（現在、ERIS上の操作方法は公開されているが、YU-RISスクリプトでの操作方法は公開されていない）

## YU-RISを使用した作品
開発途中ではあるが、同人はもちろん「商業用ゲーム」の開発にも用いられるなど、徐々に活躍の場を広めつつある。

### 商業ゲーム
- アオリオ
- いな☆こい! 〜お稲荷さまとモテモテのたたり〜
- MagusTale 〜世界樹と恋する魔法使い〜
- G.I.B. ガールズ・イン・ブラック